# Katedra w Bordeaux
Katedra w Bordeaux (fr. Cathédrale de Bordeaux, właściwie archikatedra prymasowska pw. św. Andrzeja Apostoła w Bordeaux, fr. cathédrale primatiale Saint-André de Bordeaux) – rzymskokatolicka archikatedra we francuskim mieście Bordeaux, w regionie Nowa Akwitania.

## Historia
Świątynia została konsekrowana przez papieża Urbana II w 1096 roku. W 1137 roku w katedrze odbył się ślub Eleonory Akwitańskiej z Ludwikiem VII Młodym. Obecna budowla pochodzi z przełomu XIV i XV wieku. W latach 1440–1446 trwała budowa sąsiadującej z katedrą dzwonnicy, nazywanej Tour Pey-Berland. W XIX wieku trwała rozbudowa katedry według projektu Paula Abadiego. Zabytek od 1862.

## Wymiary
Katedra jest długa na 124 metry. Nawa kościoła ma wysokość 29 metrów, wieże przy północnej fasadzie są wysokie na 81 metrów.

## Galeria

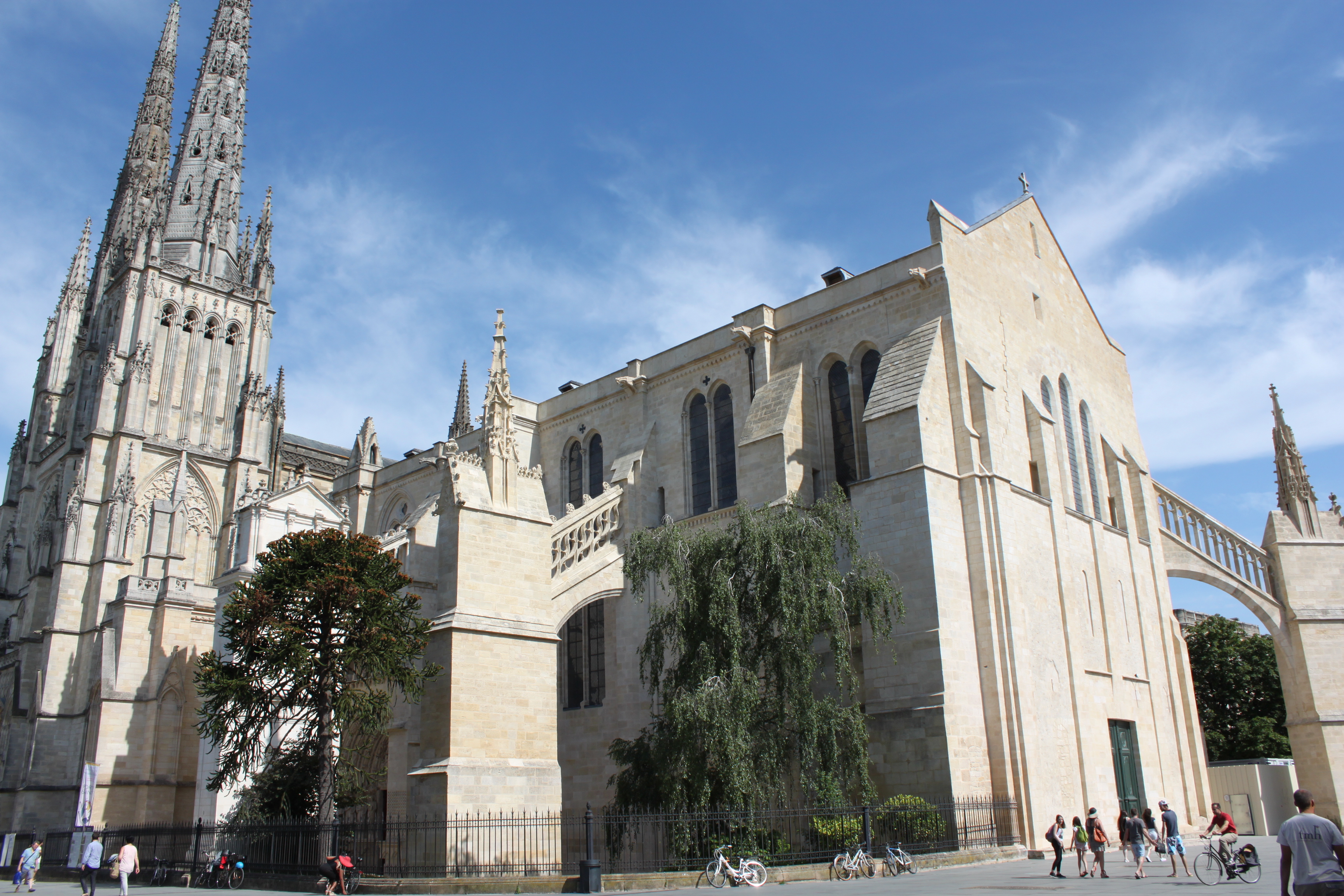
Widok z południowego wschodu
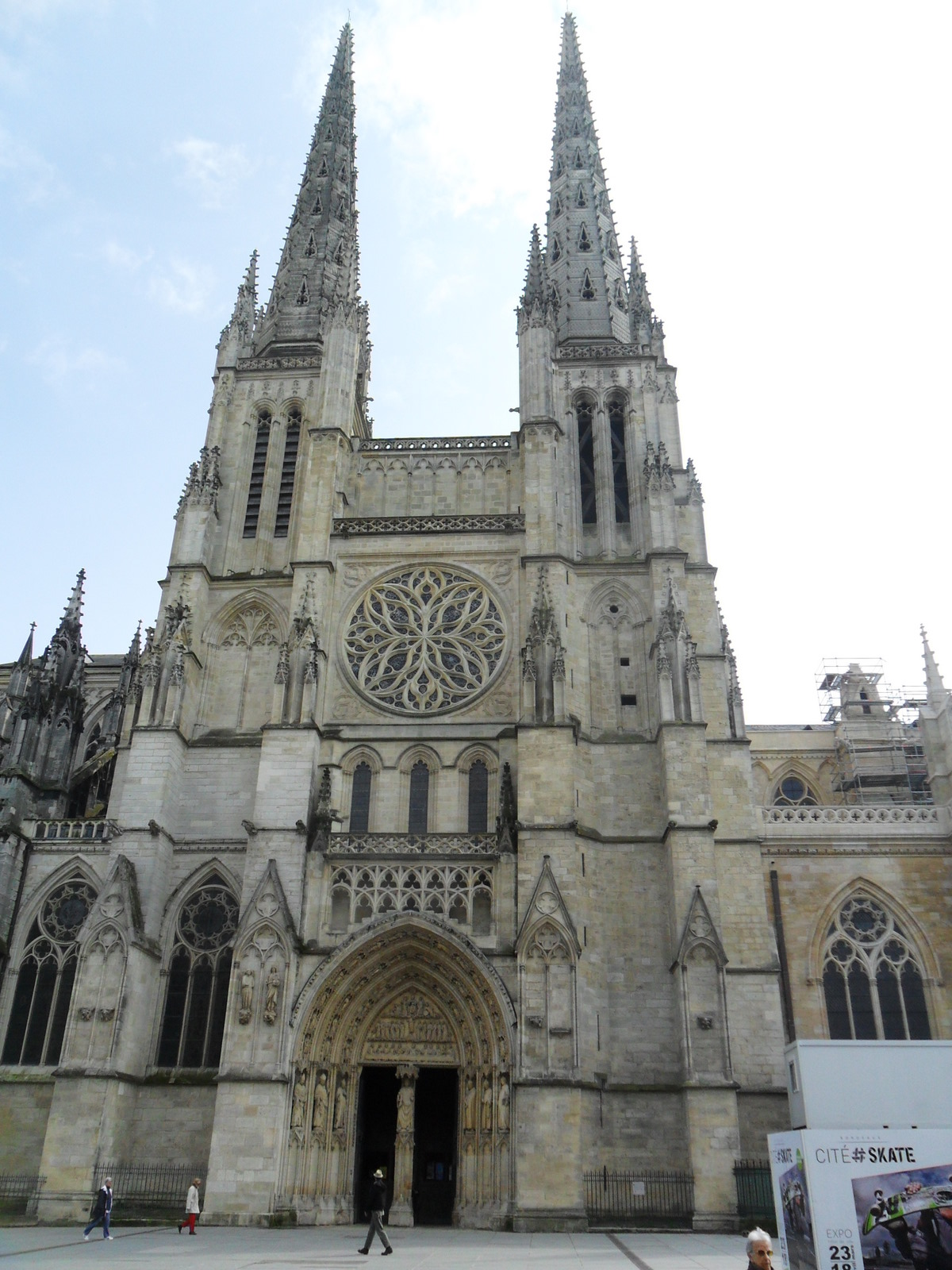
Wieże katedry
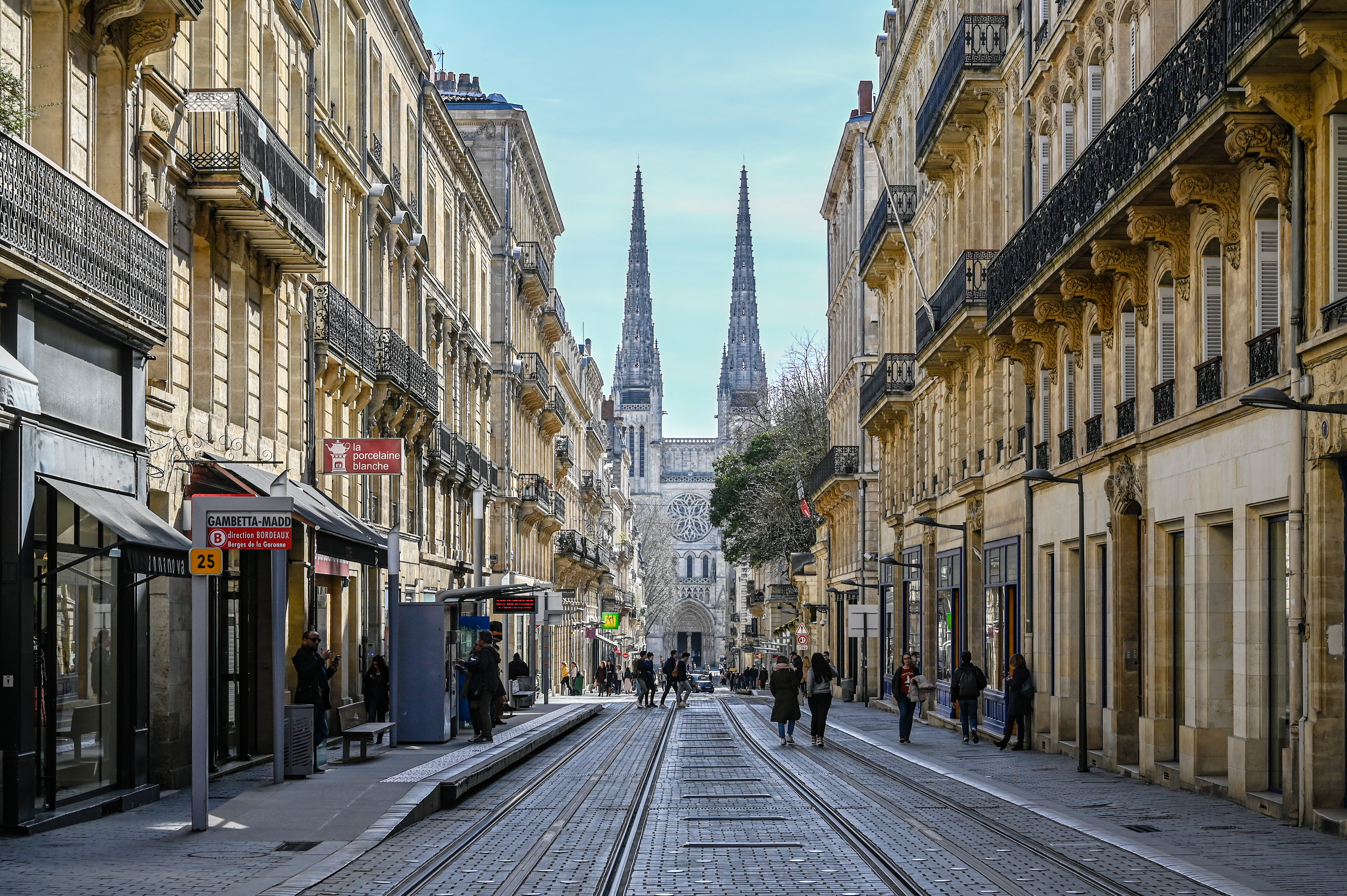
Świątynia widoczna z Rue Vital Carles
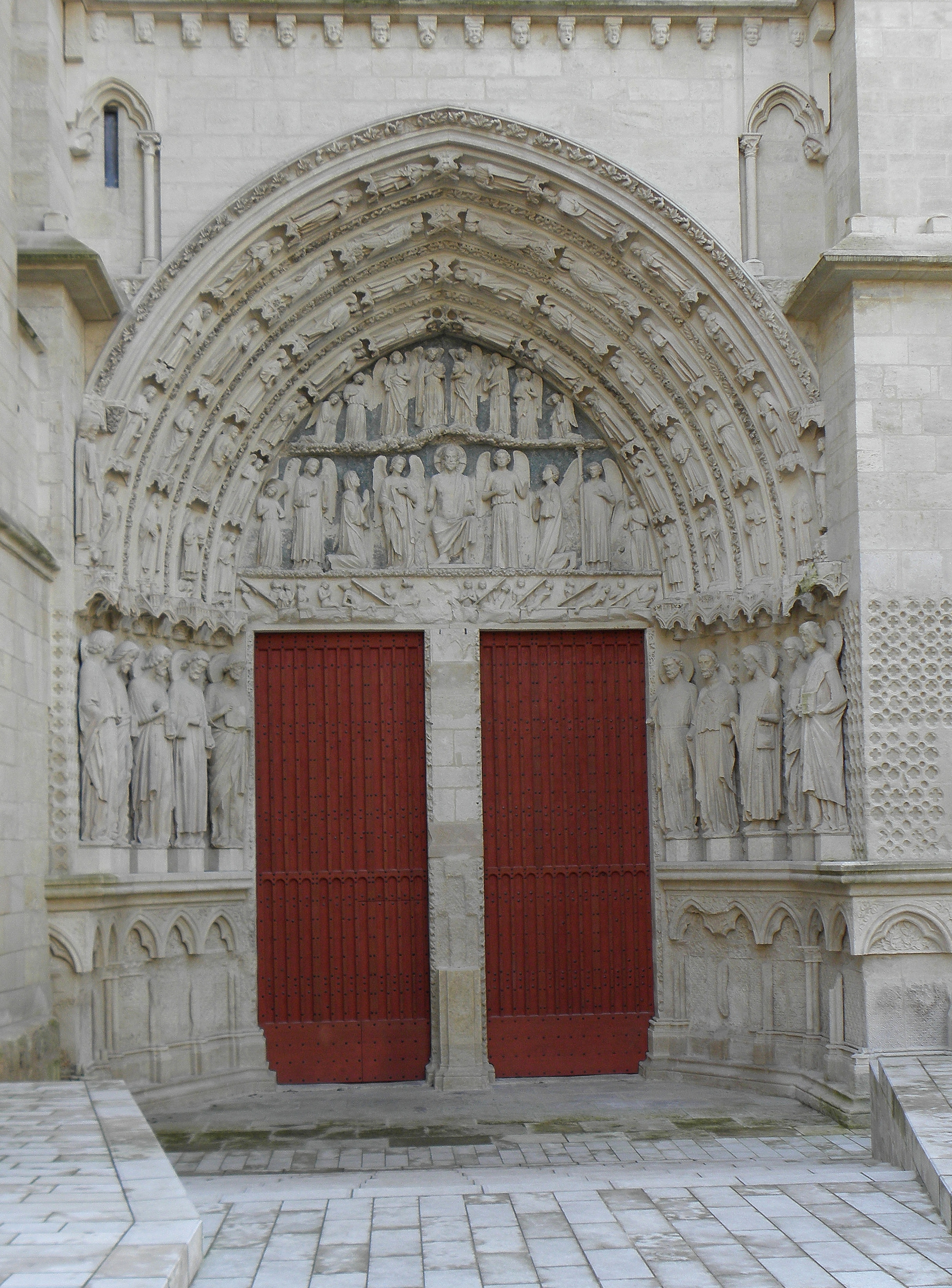
Jeden z portali, zwany królewskim
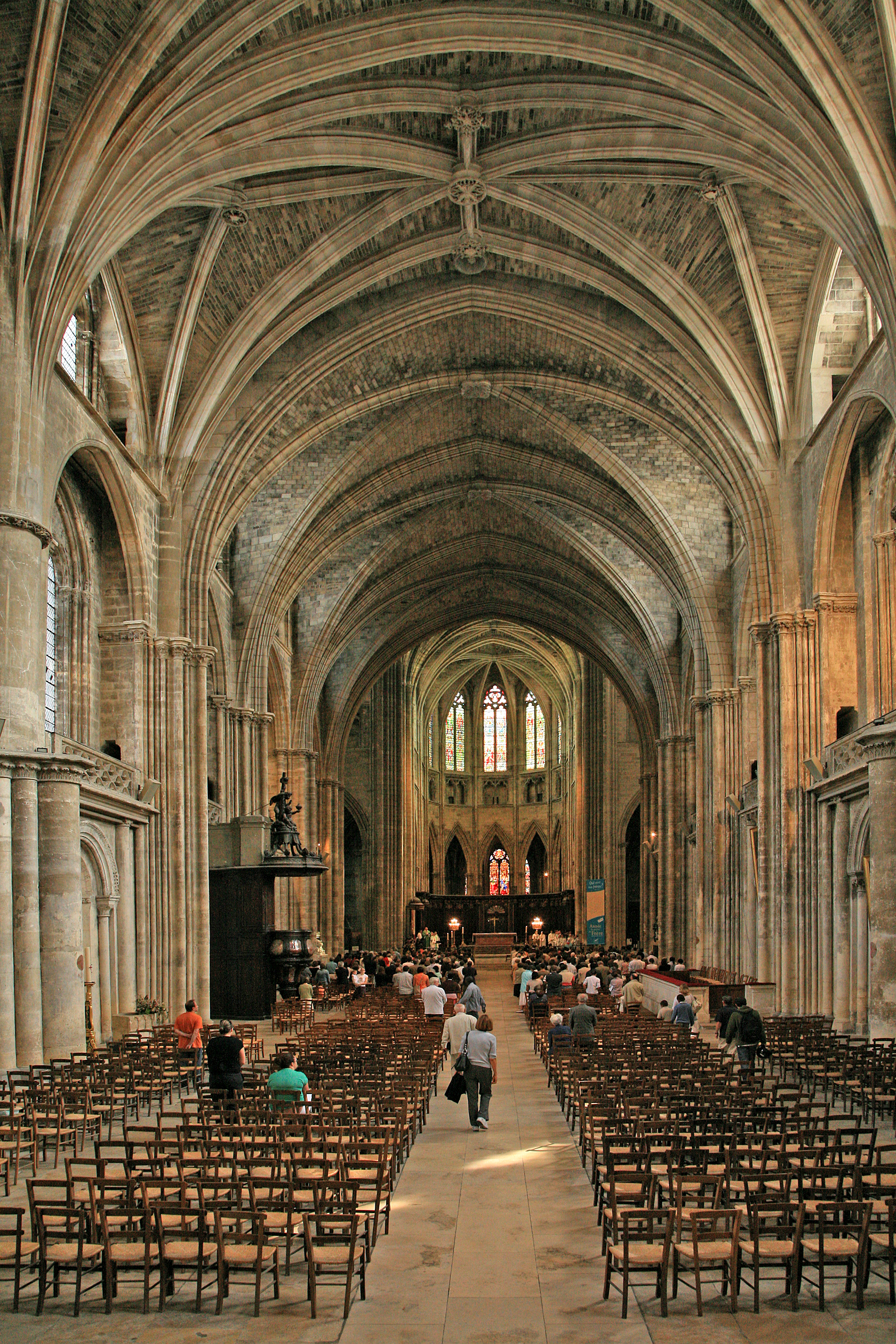
Wnętrze
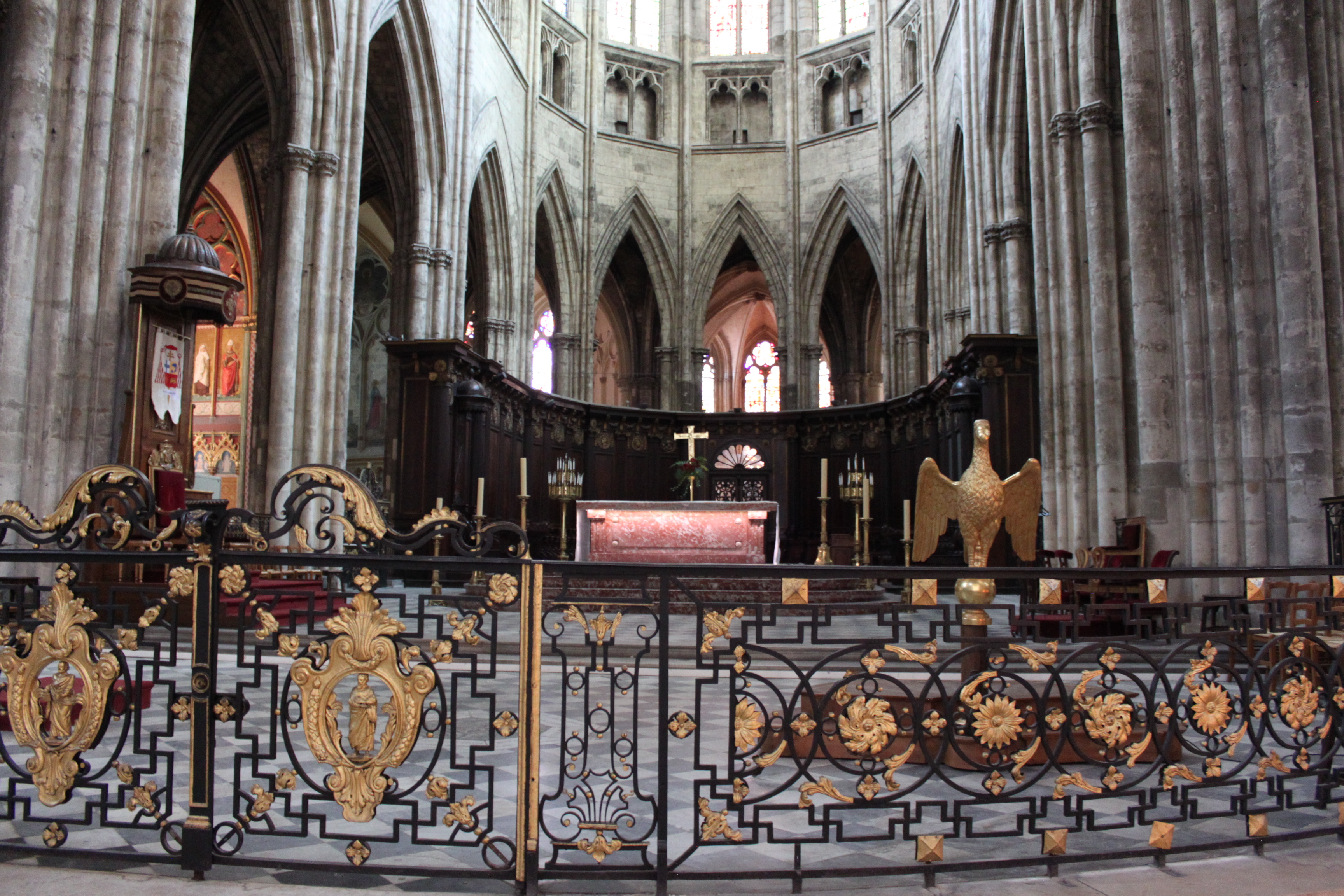
Ołtarz
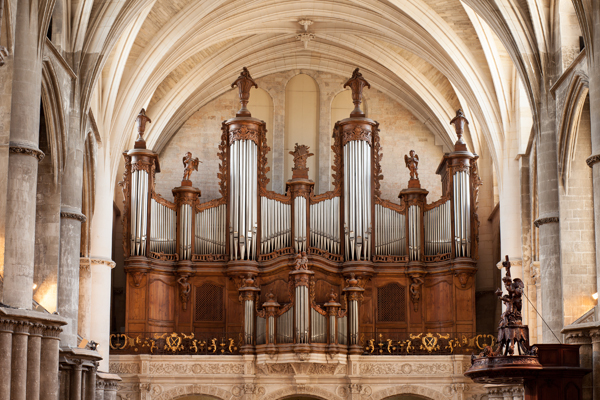
Organy katedry
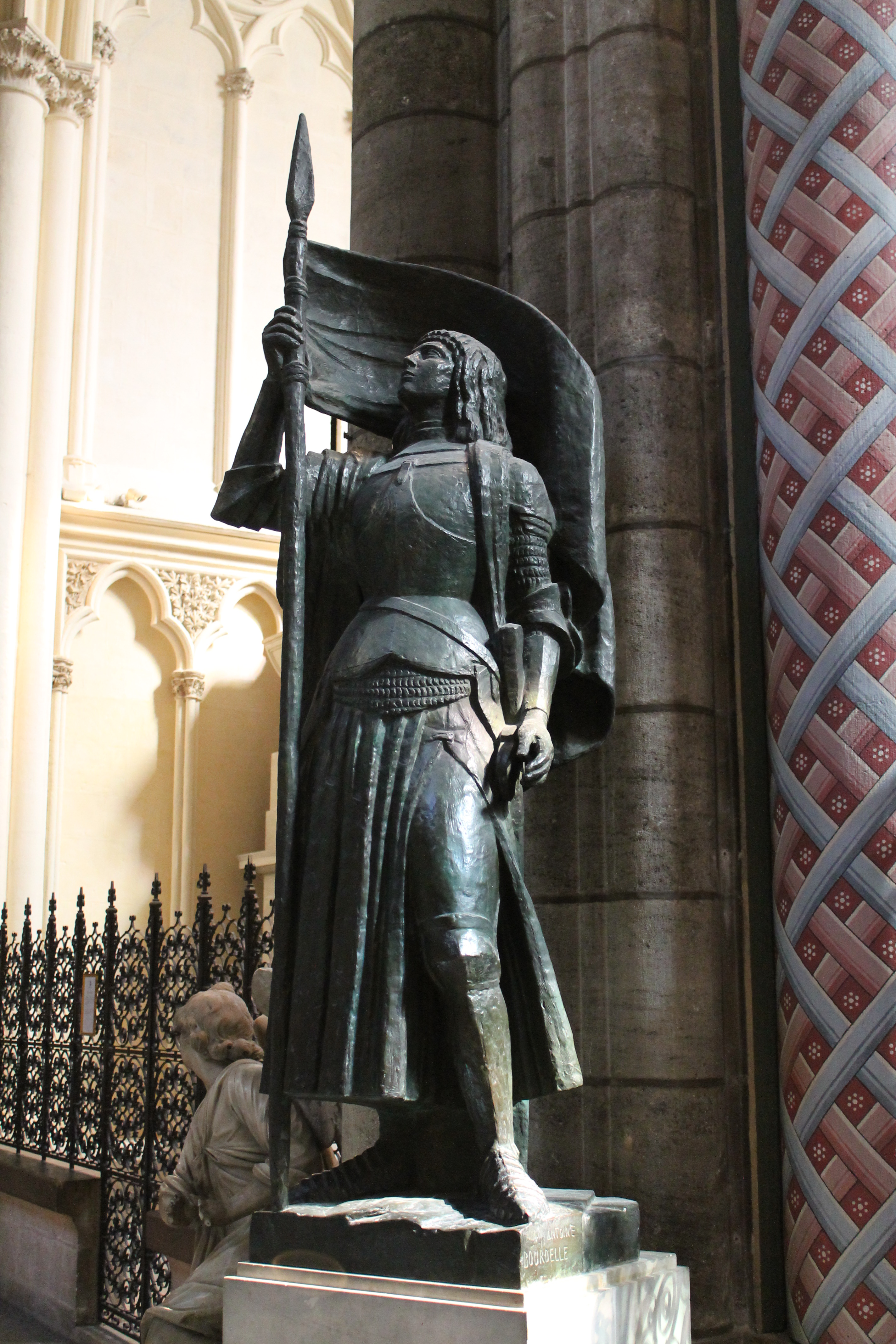
Posąg Joanny d’Arc